# Li Ming (football)
Pour les articles homonymes, voir Li Ming.
Dans ce nom chinois, le nom de famille, Li, précède le nom personnel.
Li Ming ou 李明, né le 26 janvier 1971 à Jinan, est un footballeur chinois. Il est actuellement le propriétaire du Dalian Aerbin FC.

## Biographie
Il est le recordman de la sélection chinoise, avec 141 sélections obtenues en 12 années. 
Il a participé à quatre Coupe d'Asie des nations (en 1992, 1996, 2000 et 2004).
Il est élu parmi les "légendes" par Golden Foot en 2019.

## Palmarès

### En sélection
- 141 sélections et 8 buts en équipe de Chine entre 1992 et 2004
- Finaliste de la Coupe d'Asie des nations en 2004
- Troisième de la Coupe d'Asie des nations en 1992
- Médaille d'argent aux Jeux asiatiques en 1994

### En club
- Champion de Chine en 1994, 1996, 1997, 1998, 2000, 2001, 2002 et 2005
- Vainqueur de la Coupe de Chine en 1992, 2001 et 2005